# 蒲原氏徳
蒲原 氏徳（かんばら うじのり、生年不明 - 永禄3年5月19日（1560年6月12日））は、戦国時代の武将。今川氏の家臣。駿河国蒲原城主。別名は氏政。蒲原満氏の子。子に蒲原徳兼、孫に蒲原徳氏と蒲原徳勝がいる。また、系譜では娘が今川氏親の側室で今川義元の実母とされる。
蒲原氏は今川氏の庶流。今川範国の三男・氏兼を祖とする。
天文5年（1536年）、父・満氏が死去すると家督を継ぎ、蒲原城主となる。その後、今川氏第11代当主・今川義元に仕え、天文18年（1549年）の安城合戦で大将を務め戦功を上げたが、永禄3年（1560年）の桶狭間の戦いで戦死した。

## 関連作品
映画
- 『3人の信長』（2019年、演：高嶋政宏）